# Wordfast
A Wordfast platformfüggetlen fordítómemória (TM) megoldásokat nyújt szabadúszók, nyelvi szolgáltatásokra szakosodott cégek és multinacionális vállalatok számára.

## Történet
A Wordfast céget Yves Champollion alapította 1999-ben Párizsban. Champollion 25 éves szabadúszó fordítói, projektvezetői és tanácsadói múlttal rendelkezik a fordítási és honosítási iparban. Yves Champollion mellékági leszármazottja Jean-François Champollion egyiptológusnak, akinek többek között a Rozetta kő írásának megfejtését tulajdonítják.
Az eredeti alkalmazást Yves Champollion 1999-ben készítette, ami egy Microsoft Word (MS Word 97 vagy újabb) szövegszerkesztő alatt futó makrócsomagból állt. 2002 végig a MS Word-re épülő eszköz (mai nevén Wordfast Classic) szabad szoftver volt. Azóta a Wordfast a fordítók között a második legelterjedtebb TM alkalmazássá nőtte ki magát.
2009 januárjában a Wordfast kiadta a Wordfast Translation Studio alkalmazáscsomagot, amely magába foglalta a Wordfast Classic és a Wordfast Professional alkalmazásokat, illetve egy önálló Java alapú fordítómemória eszközt.

## Termékek
A Wordfast fő terméke a Wordfast Translation Studio. A WFTS licenc a felhasználók számára az alábbiakat tartalmazza:
Wordfast ClassicAz eredeti MS Word alapú Fordítómemória eszköz
Wordfast ProEgy önálló többplatformos (Windows, Mac, Linux) fordítómemória eszköz, amely különféle fájlformátumokhoz tartalmaz szűrőket és lehetőséget biztosít kötegelt elemzésre alapvető szabadúszói szinten (maximum 20 fájl)
Plus Toolsszámos ingyenesen elérhető eszköz, amely segítségével a WFC fordítók magasabb szintű feladatokat végezhetnek, mint szövegkinyerés vagy rendezés.
VLTM Project (Very Large Translation Memory)A felhasználók használhatnak nagyon nagy közösségi fordítómemóriákat, vagy létrehozhatnak egy saját munkacsoportot, amelyben a fordítók egymás között megoszthatnak memóriákat, és egyidejűleg dolgozhatnak rajtuk.
További termékek:
Wordfast Pro PlusEgy opcionális beépülő modul, ami lehetőséget biztosít korlátlan kötegelt feldolgozásra, több fájlból történő gyakori szegmensek kinyerésére, és automatizált memória-adminisztrációra.
WF ServerEgy biztonságos memória-kiszolgáló alkalmazás amely lehetőséget nyújt valós-idejű memóriamegosztásra a fordítók között, akik a világ bármely pontján elhelyezkedhetnek.
Wordfast Anywhere beta*Egy böngésző alapú fordítómemória eszköz, amely lehetőséget biztosít a fordítók számára, hogy memóriáikat önálló, jelszóvédett módon tárolják egy központi kiszolgálón. Ezáltal a felhasználók használhatják a Wordfast alkalmazást projektjeiken bárhol, ahol elérnek egy böngészőt.

## Támogatott dokumentumformátumok
A Wordfast Classic az alábbi formátumokat támogatja: minden formátum, amit a Microsoft Word meg tud nyitni, beleértve egyszerű szövegfájlokat, Word dokumentumokat, Microsoft Excel (XLS), PowerPoint (PPT), Rich Text Format (RTF), tagged RTF, ill. HTML fájlokat. Közvetlenül nem támogatja az OpenDocument formátumokat, mivel a Microsoft Word jelenlegi változatai nem tartalmaznak szűrőt az OpenDocument fájlokhoz.
A Wordfast Pro kezeli a Word dokumentumokat (DOC), Microsoft Excel (XLS), PowerPoint (PPT), HTML, XML, ASP, JSP, Java, és InDesign (INX) fájlokat.

## Támogatott fordítási memória- és szótárformátumok
Mind a Wordfast Classic és a Wordfast Pro fordítómemória formátuma egyszerű tabulátorral tagolt szöveges fájl, amely megnyitható és szerkeszthető egy Szövegszerkesztőben. A Wordfast lehetőséget nyújt TMX fájlok importálására és exportálására más kereskedelmi forgalomban kapható fordítás-segítő eszközök közötti memóriamozgatás érdekében.
A memóriában elhelyezhető szegmensek maximális száma egymillió. A fordítómemóriák és szótárak megfordíthatók, így a forrás és célnyelv könnyedén felcserélhető.
A Wordfast lehetőséget nyújt a kiszolgáló alapú fordítómemóriák használatára, illetve gépi fordító eszközök (beleértve az online Google Fordító eszközt) adatinak kinyerésére.
A Wordfast szójegyzék formátuma egyszerű tabulátorral tagolt szövegfájl. A Wordfast Pro képes TBX fájlok importálására is.
A szójegyzékbejegyzések maximális száma 250 000, de a keresés során csak az első 32 000 sor jelenik meg.

## Dokumentáció
A Wordfast weblapjáról letölthető a Wordfast Classic részletes felhasználói kézikönyve. A gyakorláshoz segítséget nyújtanak az ingyenesen elérhető online oktatóvideók is.
A Wordfast Pro alkalmazáshoz elérhetők online súgóoldalak a Wordfast webhelyén, ahol oktatóvideók is elérhetők.
A Wordfast a felhasználók számára egy éven keresztül ingyenes támogatást nyújt a megvásárolt licenchez. Az idő lejárta után díj ellenében további támogatásra is lehetőség van.

## Lásd még
- Fordítómemória

### Felhasználói csoportok
- Wordfast Classic Yahoogroup
- Wordfast Pro Yahoogroup